# Iván López Núñez
Iván López Núñez (Barcelona, 1978) es un director de publicidad, cine y series español, afincado en Países Bajos. Entre sus trabajos, destaca la serie Máxima sobre la vida de la reina Máxima de los Países Bajos.

## Trayectoria
En 2003 abandonó Barcelona para estudiar cine a Ámsterdam con la intención de volver, pero una vez se graduó en 2007 en la Nederlandse Film en Televisie Academie (NFTA, Academia de Cine y Televisión Holandesa) empezó a trabajar allí y se quedó.
Dirigió los cortos Pijn (2007) y De Overkant (2007), que lograron premios. En 2008 hizo Barbosa, película para televisión nominada al Becerro de Oro (Gouden Kalfel equivalente holandés a los Goya) al Mejor Drama de Televisión. Y en 2021 dirigió su primer largometraje, también como guionista, My Life on Planet B, sobre dos jóvenes apasionados por las películas de serie B, con la que ganó el premio Movie Squad en el Festival de Cine de Holanda.  
Desde 2008, ha dirigido episodios de una decena de series de televisión holandesas como Sterke Verhalen uit Zoutvloed (2008), Van God Los, (2012) Project Orpheus (2016), Voetbalmaffia (2017), Commando's (2020) y Sleepers (2023). Pero la que tuvo más repercusión internacional fue Máxima (2024), codirigida con Saskia Diesing y Joosje Duk.  
Se trata de un biopic sobre Máxima, la reina de Holanda. En verano de 2023, Ivan se encargó de las secuencias que transcurren en Argentina, país natal de la monarca, rodándolas en Madrid, en concreto, en la Gran Vía y en el Instituto Cervantes, y no en el país latinoamericano. La ficción fue seleccionada para el Festival CanneSeries 2024, donde se exhibió el 9 de abril. El 20 de abril se estrenó en la televisión holandesa. Y el 24 de ese mes se anunció que también se vería en Atresmedia. También en Latinoamérica y que tendría segunda temporada.   

## Filmografía

### Cine
- 2007: Pijn (Cortometraje)
- 2007: De Overkant (Cortometraje)
- 2009: Barbosa (película para televisión)
- 2014: Guys Nigth (Cortometraje)
- 2021: My Life on Planet B (Largometraje)
- 2022: Dormis (Cortometraje)

### Series de televisión
- 2008: Sterke Verhale Uit Zoutvloed (4 episodios)
- 2012: Van God Los (1 episodio)
- 2013: Max en Billy’s Drill Machine
- 2016: Project Orpheus (3 episodios)
- 2017: Vlucht HS13 (3 episodios)
- 2017: B.A.B.S.(3 episodios)
- 2017: Voetbalmaffia (4 episodios)
- 2020:Commandos (5 episodios)
- 2023: Sleepers (4 episodios)
- 2024: Máxima (4 episodios)

## Premios y reconocimientos
- 2007: Premio Nassenstein Startprijs por su corto Pijn galardón que Endemol Holanda ofrece al mejor proyecto de examen final de la Academia Holandesa de Cine y Televisión (NFTA). [3]
- 2008:  Premio Méliès de Plata en el Imagine Film Festival por su corto De Overkant.  [4]
- 2014:  Premio Movie Squad en el Festival de Cine de Holanda, lor My Life on Planet B. [5]
- 2014:  Nominado a un Emmy Digital Internacional por la web serie serie web Max and Billy's Drill Machine Girl. [9]
- 2019: Nominación al Becerro de Oro al Mejor Drama de Televisión, por la película Barbosa.